# هوتون ميفلين هاركورت
هوتون ميفلين هاركورت (بالإنجليزية: Houghton Mifflin Harcourt)‏ هي دار نشر أمريكية تأسست في القرن التاسع عشر ومقرها في بوسطن.
تضم لائحة مطبوعاتها بشكل أساسي الكتب المدرسية والكتب العملية والكتب الجامعية بالإضافة إلى الوسائط الرقمية والبرامج التعليمية عالية المستوى، وكذلك الروايات والمقالات لعامة الناس.